# Ogoniak
Ogoniak (Nyctinomops) – rodzaj ssaków z podrodziny molosów (Molossinae) w obrębie rodziny molosowatych (Molossidae).

## Rozmieszczenie geograficzne
Rodzaj obejmuje gatunki występujące w Ameryce.

## Morfologia
Długość ciała (bez ogona) 50–89 mm, długość ogona 31–63 mm, długość ucha 15–32 mm, długość tylnej stopy 7–13 mm, długość przedramienia 40–65 mm; masa ciała 9–34 g.

## Systematyka
Rodzaj zdefiniował w 1902 roku amerykański botanik i zoolog Gerrit Smith Miller w artykule zatytułowanym Dwadzieścia nowych amerykańskich nietoperzy, opublikowanym w czasopiśmie „Proceedings of the Academy of Natural Sciences of Philadelphia”. Gatunkiem typowym jest (oryginalne oznaczenie) ogoniak kieszeniasty (N. femorosaccus).

### Etymologia
Nyctinomops (Nictynomops): rodzaj Nyctinomus É. Geoffroy Saint-Hillaire, 1813 (molosek); gr. ωψ ōps, ωπος ōpos ‘oblicze, wygląd’.

### Podział systematyczny
Do rodzaju należą następujące gatunki:
| Grafika | Gatunek                  | Autor i rok opisu                                            | Nazwa zwyczajowa     | Podgatunki         | Rozmieszczenie geograficzne | Podstawowe wymiary                                         | Status IUCN |
| ------- | ------------------------ | ------------------------------------------------------------ | -------------------- | ------------------ | --- | ---------------------------------------------------------- | ----------- |
|         | Nyctinomops aurispinosus | (T.R. Peale, 1848)                                           | ogoniak kolczasty    | gatunek monotypowy | nierównomiernie od północnego Meksyku (południowa Sonora i południowy Tamaulipas) i południowo-zachodniego Hondurasu do zachodnio-środkowej i południowo-wschodniej Boliwii oraz wschodniej i południowo-wschodniej Brazylii; być może Ekwador; zakres wysokości: 0–3150 m n.p.m. | DC: 6,3–7,3 cm DO: 4,1–5,5 cm DP: 4,7–5,3 cm MC: 13–23 g   | LC          |
|         | Nyctinomops femorosaccus | (C.H. Merriam, 1889)                                         | ogoniak kieszeniasty | gatunek monotypowy | południowo-zachodnie Stany Zjednoczone (południowa Kalifornia, środkowa i południowa Arizona, południowy Nowy Meksyk i południowo-zachodni Teksas) na południe do zachodniego Meksyku (Guerrero, Morelos i Puebla); zakres wysokości: 0–2250 m n.p.m.                             | DC: 6–7,5 cm DO: 3,1–4,7 cm DP: 4,4–4,9 cm MC: 11–18 g     | LC          |
|         | Nyctinomops laticaudatus | (É. Geoffroy Saint-Hilaire, 1805)                            | ogoniak szerokouchy  | gatunek monotypowy | Kuba, Meksyk (od Durango i południowego Tamaulipas) na południe do północno-zachodniego i wschodniego Peru, południowej Boliwii, północnej Argentyny, Paragwaju i północnego Urugwaju, Trynidad i Tobago (Trynidad); zakres wysokości: 0–1700 m n.p.m.                            | DC: 5–6,8 cm DO: 3,2–4,8 cm DP: 4–4,7 cm MC: 9–16 g        | LC          |
|         | Nyctinomops macrotis     | (J.E. Gray, 1840)                                            | ogoniak duży         | gatunek monotypowy | od południowo-zachodnich Stanów Zjednoczonych do południowego Meksyku, Wielkie Antyle (Kuba, Jamajka, Haiti i Dominikana), Ameryka Południowa na południe do północnej Argnentyny i Urugwaju; prawdopoodobnie Gujana Francuska; zakres wysokości: 0–2600 m n.p.m.                 | DC: 7,3–8,9 cm DO: 4–6,3 cm DP: 5,4–6,5 cm MC: 17–34 g     | LC          |
|         | Nyctinomops mbopicuare   | Barquez, I.H. Tomasco, R.T. Sánchez, Boero & M.M. Díaz, 2023 |                      | gatunek monotypowy | endemit Argentyny: znany tylko z miejsca typowego w Misiones; zakres wysokości: około 100 m n.p.m. | DC: 5,3–6,4 cm DO: 4,6–5,5 cm DP: 4,5–4,7 cm MC: 12,5–16 g | NE          |

Kategorie IUCN:  LC  – gatunek najmniejszej troski;  NE  – gatunki niepoddane jeszcze ocenie.